# Discographie d'Hilary Duff
C'est la discographie officielle de l'actrice et chanteuse pop rock américaine Hilary Duff. Elle a signé avec le label Hollywood Records, ce qui inclut 3 albums studio, 3 albums de compilation, 22 singles, 18 vidéos et 3 DVD.

## Albums

### Albums studio
| Année | Titre                                                              | Classements | Classements | Classements | Classements | Classements | Classements | Classements | Classements | Classements | Ventes & certifications |
| Année | Titre                                                              | U.S.        | CAN         | UK          | IRL         | FR          | AUS         | NZ          | TAI         | JPN         | Ventes & certifications |
| ----- | ------------------------------------------------------------------ | ----------- | ----------- | ----------- | ----------- | ----------- | ----------- | ----------- | ----------- | ----------- | --- |
| 2002  | Santa Claus Lane - 1er album studio - Sortie : 15 octobre 2002     | 154         | -           | -           | -           | -           | -           | -           | —           | 134         | - Ventes États-Unis : 406 000 - RIAA certification : Or |
| 2003  | Metamorphosis - 2e album studio - Sortie : 26 août 2003            | 1           | 1           | 69          | 41          | 22          | 19          | 20          | —           | 9           | - Ventes États-Unis : 3 700 000 - RIAA certification : 3 × Platine - CRIA certification : 4× Platine - ARIA certification : Platine - SNEP certification : Or - RIAJ certification : Or - Ventes : 8 000 000         |
| 2004  | Hilary Duff - 3e album studio - Sortie : 28 septembre 2004         | 2           | 1           | —           | —           | —           | 6           | 14          | —           | 5           | - Ventes États-Unis : 1 800 000 - RIAA certification : Platine - CRIA certification : 3 × Platine - ARIA certification : Platine - RIAJ certification : Platine - Ventes : 4 000 000                                 |
| 2007  | Dignity - 4e album studio - Sortie : 3 avril 2007                  | 3           | 3           | 25          | 10          | 133         | 17          | 31          | 1           | 12          | - Ventes États-Unis : 650 000 - RIAA certification : Or - IFPI certification : Or - RIAJ certification : Or - CRIA certification : Platine - British Phonographic Institute certification : Or - Ventes : 2 500 000+ |
| 2015  | Breathe In. Breathe Out. - 5e album studio - Sortie : 16 juin 2015 |             |             |             |             |             |             |             |             |             | |

### Autres albums
| Année | Titre                                                                             | Classements | Classements | Classements | Classements | Classements | Classements | Classements | Classements | Classements | Ventes & certifications                                                                                                   |
| Année | Titre                                                                             | U.S.        | CAN         | UK          | IRL         | ITA         | AUS         | NZ          | TAI         | JPN         | Ventes & certifications                                                                                                   |
| ----- | --------------------------------------------------------------------------------- | ----------- | ----------- | ----------- | ----------- | ----------- | ----------- | ----------- | ----------- | ----------- | --- |
| 2005  | Most Wanted - Meilleurs Hits/Album de Compilation - Sortie : 16 août 2005         | 1           | 1           | 31          | 8           | 6           | 3           | 10          | 2           | 3           | - Ventes États-Unis : 2 million - RIAA certification : Platine - BPI certification : Or - CRIA certification : 2× Platine |
| 2006  | 4Ever Hilary - Album de compilation - Sortie : 12 mai 2006                        | —           | —           | —           | —           | 12          | —           | —           | —           | —           | - Ventes États-Unis : - - RIAA certification : -                                                                          |
| 2008  | Best of Hilary Duff - Second album des meilleurs hits - Sortie : 11 novembre 2008 | 125         | 86          | —           | —           | —           | —           | —           | 13          | 32          | - RIAA certification : - BPI certification : - - CRIA certification: - - Ventes : 200 000                                 |

## Singles
| Année | Single                                    | Classements | Classements | Classements | Classements | Classements | Classements | Classements | Classements | Classements | Classements | Classements | Classements | Classements | Classements | Classements | Classements | Classements | Album                                   |
| Année | Single                                    | U.S.        | AUS         | U.S. Top 40 | U.S. Dance  | CAN         | UK          | IRL         | France      | NL          | SUI         | NZ          | GER         | ITA         | SPA         | MEX         | JPN         | TW          | Album                                   |
| ----- | ----------------------------------------- | ----------- | ----------- | ----------- | ----------- | ----------- | ----------- | ----------- | ----------- | ----------- | ----------- | ----------- | ----------- | ----------- | ----------- | ----------- | ----------- | ----------- | --------------------------------------- |
| 2002  | "I Can't Wait"                            | —           | —           | —           | —           | —           | —           | —           | —           | —           | —           | —           | —           | —           | —           | —           | —           | —           | The Lizzie McGuire TV Series Soundtrack |
| 2003  | "Why Not"                                 | —           | 14          | —           | —           | —           | 18          | —           | —           | 20          | —           | 15          | —           | —           | —           | —           | —           | —           | The Lizzie McGuire Movie Soundtrack     |
| 2003  | "So Yesterday"                            | 42          | 8           | 15          | —           | 2           | 9           | 6           | 8           | 5           | 28          | 2           | 46          | 18          | —           | 8           | 13          | 1           | Metamorphosis                           |
| 2004  | "Come Clean"                              | 35          | 17          | 6           | —           | 7           | 18          | 16          | 29          | 8           | 78          | 17          | —           | —           | 12          | 6           | —           | —           | Metamorphosis                           |
| 2004  | "Little Voice" [A]                        | —           | 29          | —           | —           | 29          | —           | —           | —           | 90          | —           | —           | 45          | —           | —           | —           | —           | —           | Metamorphosis                           |
| 2004  | "Our Lips Are Sealed" (Feat. Haylie Duff) | —           | 8           | —           | —           | 7           | 8           | —           | —           | —           | —           | —           | —           | —           | —           | 6           | —           | —           | A Cinderella Story Soundtrack           |
| 2004  | "Fly"                                     | —           | 21          | 29          | —           | —           | 20          | 10          | —           | 36          | —           | 24          | —           | 13          | 10          | 11          | —           | 10          | Hilary Duff                             |
| 2005  | "Someone's Watching Over Me" [A]          | —           | 22          | —           | —           | —           | —           | —           | —           | —           | —           | —           | —           | —           | —           | —           | —           | —           | Hilary Duff                             |
| 2005  | "Wake Up"                                 | 29          | 15          | 22          | —           | 4           | 7           | 5           | 24          | 38          | 31          | 18          | 68          | 2           | 9           | 9           | —           | 1           | Most Wanted                             |
| 2005  | "Beat Of My Heart"                        | —           | 13          | —           | —           | —           | —           | —           | —           | —           | 89          | —           | —           | 8           | —           | 11          | —           | —           | Most Wanted                             |
| 2006  | "Play With Fire"                          | —           | —           | —           | 31          | —           | —           | —           | —           | —           | —           | —           | —           | —           | —           | —           | —           | —           | Dignity                                 |
| 2007  | "With Love"                               | 24          | 22          | 17          | 1           | 7           | 29          | 26          | —           | 91          | —           | 27          | 91          | 8           | 6           | 25          | —           | 1           | Dignity                                 |
| 2007  | "Stranger"                                | 97          | 49          | 83          | 1           | 86          | —           | —           | —           | —           | —           | 1           | —           | 6           | 14          | 62          | —           | 1           | Dignity                                 |
| 2008  | "Reach Out" [B]                           | —           | 51          | —           | 1           | —           | —           | —           | —           | —           | —           | —           | —           | —           | —           | 69          | 72          | —           | Best of Hilary Duff                     |
| 2014  | "Chasing the Sun"                         | 79          | 72          | —           | —           | 59          | —           | —           | 197         | —           | —           | —           | 46          | —           | —           | —           | —           | —           | Breathe In. Breathe Out.                |
| 2014  | "All About You"                           | 19          | 20          | 38          | —           | 91          | —           | —           | —           | —           | —           | —           | —           | —           | —           | —           | —           | —           | Breathe In. Breathe Out.                |
| 2015  | "Sparks"                                  | —           | —           | —           | —           | 63          | —           | —           | —           | —           | —           | —           | —           | —           | —           | —           | —           | —           | Breathe In. Breathe Out.                |

"—" indique que les singles ne sont pas sortis ou ne sont pas classés dans la charte.
Notes
- [A] Single uniquement en Australie
- [B] Single récents

### Singles promotionnels
- 2004: "The Getaway" (Sortie sur les fréquences d'Amérique du Nord)
- 2004: "Weird" (Sortie sur les fréquences d'Espagne)
- 2006: "Supergirl" (Sortie en téléchargement U.S.)

### Singles de Radio Disney
| - 2002: "Tell Me a Story (About the Night Before)" - 2002: "Santa Claus Lane" - 2003: "Girl Can Rock" - 2003: "The Math" - 2003: "Metamorphosis" - 2003: "Party Up" - 2003: "What Dreams Are Made Of" - 2004: "Haters" - 2004: "I Am" - 2004: "Jericho" - 2004: "Rock This World" - 2004: "Mr. James Dean" - 2004: "Who's That Girl" |

## Divers
| Année | Chanson                                                    | Apparition                                            |
| ----- | ---------------------------------------------------------- | ----------------------------------------------------- |
| 2002  | "The Tiki Tiki Tiki Room"                                  | DisneyMania                                           |
| 2003  | "Why Not" (McMix)                                          | The Lizzie McGuire Movie Soundtrack                   |
| 2003  | "What Dreams Are Made Of"                                  | The Lizzie McGuire Movie Soundtrack                   |
| 2003  | "Leader of the Pack"                                       | Mes plus belles années                                |
| 2004  | "The Siamese Cat Song" (with Haylie Duff)                  | DisneyMania 2                                         |
| 2004  | "Circle of Life" (with the Disney Channel Circle of Stars) | DisneyMania 2                                         |
| 2004  | "Now You Know"                                             | A Cinderella Story: Original Soundtrack               |
| 2004  | "Crash World"                                              | A Cinderella Story: Original Soundtrack               |
| 2004  | "(I'll Give) Anything but Up!"                             | Marlo Thomas & Friends: Thanks & Giving All Year Long |
| 2004  | "My Generation"                                            | Someone's Watching Over Me                            |
| 2006  | "Material Girl" (with Haylie Duff)                         | Girl Next                                             |
| 2008  | "Mickey Mouse March"                                       | Disney Mobile Japan                                   |
| 2008  | "A Dream Is A Wish Your Heart Makes"                       | Disney Mobile Japan                                   |
| 2008  | "When You Wish Upon A Star"                                | Disney Mobile Japan                                   |
| 2008  | "I Want To Blow You Up"                                    | War, Inc.                                             |
| 2008  | "Boom Boom Bang Bang"                                      | War, Inc.                                             |
| 2008  | "Phone Cut Out"                                            | War, Inc.                                             |

## Chansons inédites
Les chansons ci-dessous ont été écrites ou enrengistrées par Hilary Duff, mais elles restent non distribuées, tels qu'en Juillet 2008 :
- "I Need a Sunday" (Haylie Duff)[3]
- "Like I Care" (Dennis Matkosky, Steven R. Diamond)[4]
- "That's What Girls Do" (Nina Meryl Ossoff, Richard Supa)[5]

## Vidéos
| Année | Titre                                      | Réalisateur(s)    |
| ----- | ------------------------------------------ | ----------------- |
| 2002  | "I Can't Wait"                             |                   |
| 2002  | "Tell Me a Story (About the Night Before)" |                   |
| 2002  | "Santa Claus Lane"                         |                   |
| 2003  | "Why Not"                                  | Elliott Lester    |
| 2003  | "So Yesterday"                             | Chris Applebaum   |
| 2004  | "Come Clean"                               | Dave Meyers       |
| 2004  | "Our Lips Are Sealed" (Feat. Haylie Duff)  | Chris Applebaum   |
| 2004  | "Little Voice"                             |                   |
| 2004  | "Fly"                                      | Chris Applebaum   |
| 2005  | "Someone's Watching over Me"               | Sean McNamara     |
| 2005  | "Wake Up"                                  | Marc Webb         |
| 2005  | "Beat of My Heart"                         | Phil Harder       |
| 2006  | "Play with Fire"                           | Alex and Martin   |
| 2007  | "With Love"                                | Matthew Rolston   |
| 2007  | "Stranger"                                 | Fatima Robinson   |
| 2008  | "Reach Out"                                | Philip Andelman   |
| 2014  | "Chasing the sun"                          | Toby Gab          |
| 2014  | "All about you"                            | Declan Whitebloom |

## DVD
| Année | DVD |
| ----- | --- |
| 2003  | All Access Pass - Sortie: 4 novembre 2003 - Notes: Contient des clips vidéos, une réalisation du concert live et un making-of. - RIAA certification : 2× Platine |
| 2004  | The Girl Can Rock - Sortie: 8 août 2004 - Notes: Contient une réalisation du concert live et un clip vidéo.                                                      |
| 2004  | Learning to Fly - Sortie: 16 novembre 2004 - Notes: Contient un clip vidéo, une réalisation du concert live et des making-of.                                    |
| 2006  | 4Ever - Sorties: 12 mai 2006 - Notes: Contient une réalisation du concert live et des clips vidéos.                                                              |